# Liste der National Historic Sites of Canada in Kingston
Diese Liste beinhaltet alle Bauwerke, Objekte und Stätten in der kanadischen Stadt Kingston, die den Status einer National Historic Site of Canada (frz. lieu historique national du Canada) besitzen. Das kanadische Bundesministerium für Umwelt nahm 21 Stätten in diese Liste auf (inkl. den Rideau Canal, der sich über 202 Kilometer bis nach Ottawa erstreckt). Sechs Stätten werden von Parks Canada verwaltet.
National Historic Sites in der übrigen Provinz Ontario finden sich in der Liste der National Historic Sites of Canada in Ontario.

## National Historic Sites
| Historische Stätte               | Datum                           | Kenn- zeichnung | Standort                     | Beschreibung | Foto                             |
| -------------------------------- | ------------------------------- | --------------- | ---------------------------- | --- | -------------------------------- |
| Ann Baillie Building             | 1904 (Bauende)                  | 1997            | 44° 13′ 26″ N, 76° 29′ 33″ W | Eines der ersten eigens für diesen Zweck erbauten Wohnheime für Krankenschwestern in Kanada; repräsentiert die Professionalisierung der Krankenpflege und ist heute Standort des Museum of Health Care.                   | Ann Baillie Building             |
| Befestigungsanlagen von Kingston | 1840 (Bauende)                  | 1989            | 44° 13′ 20″ N, 76° 29′ 25″ W | Befestigungsanlage bestehend aus fünf Bauwerken (Fort Henry, Fort Frederick, Murney Tower, Shoal Tower und Cathcart Tower)                                                                                                | Befestigungsanlagen von Kingston |
| Bellevue House                   | 1841 (Bauende)                  | 1995            | 44° 13′ 22″ N, 76° 30′ 12″ W | Bekanntes Beispiel des Italianate-Stils in Kanada; ehemalige Residenz von John Macdonald, dem ersten Premierminister Kanadas.                                                                                             | Bellevue House                   |
| Cataraqui-Friedhof               | 1850 (Gründung)                 | 2011            | 44° 15′ 52″ N, 76° 32′ 28″ W | Eines der besten Beispiele eines mittelgroßen, ländlich geprägten Friedhofs in Kanada mit einer Anzahl bemerkenswerter Monumente, darunter das Grab des ersten Premierministers John Macdonald.                           | Cataraqui-Friedhof               |
| Elizabeth Cottage                | 1843 (Gründung)                 | 1993            | 44° 13′ 54″ N, 76° 29′ 20″ W | Repräsentatives Beispiel einer neugotischen Villa aus der ersten Hälfte des 19. Jahrhunderts. | Elizabeth Cottage                |
| Fort Frontenac                   | 1673 (erstes Fort)              | 1923            | 44° 14′ 0″ N, 76° 28′ 43″ W  | Französischer Pelzhandelsposten und Tor zum Westen; Basislager der Entdeckungsreisen von Robert Cavelier de La Salle; französischer Außenposten gegen Irokesen und Engländer.                                             | Fort Frontenac                   |
| Fort Henry                       | 1840 (Bauende)                  | 1923            | 44° 13′ 49″ N, 76° 27′ 35″ W | Von den Briten errichtetes Fort zur Verteidigung der Stadt Kingston, des Hafens und der Werft sowie des Rideau Canal. | Fort Henry                       |
| Frontenac County Court House     | 1858 (Bauende)                  | 1980            | 44° 13′ 40″ N, 76° 29′ 23″ W | Gerichtsgebäude von Frontenac County im neoklassizistischen Stil; Vertreter der großen Gerichtsgebäude, die nach 1850 in Ontario errichtet wurden, um die verschiedenen an die Countys übertragenen Aufgaben zu erfüllen. | Frontenac County Court House     |
| Grab von John Macdonald          | 1891 (Beerdigung)               | 1938            | 44° 15′ 43″ N, 76° 32′ 32″ W | Die Begräbnisstätte von Sir John Macdonald, dem ersten Premierminister Kanadas, im Cataraqui-Friedhof. | Grab von John Macdonald          |
| Kingston City Hall               | 1844 (Bauende)                  | 1961            | 44° 13′ 48″ N, 76° 28′ 50″ W | Bedeutendes Beispiel des Neoklassizismus in Kanada, mit weit herum sichtbarer Kuppel; Größe und Gestaltung des Gebäudes reflektieren Kingstons Status als Hauptstadt der Provinz Kanada während der Bauzeit.              | Kingston City Hall               |
| Kingston Customs House           | 1859 (Bauende)                  | 1971            | 44° 13′ 47″ N, 76° 28′ 56″ W | Ehemaliges, aus Kalkstein errichtetes Zollhaus; exzellentes Beispiel der architektonischen Qualität öffentlicher Gebäude, die Mitte des 19. Jahrhunderts errichtet wurden.                                                | Kingston Customs House           |
| Kingston Dry Dock                | 1892 (Bauende)                  | 1978            | 44° 13′ 31″ N, 76° 29′ 0″ W  | Trockendock im Marine Museum of the Great Lakes; wichtige Bau- und Reparatureinrichtung für Schiffe auf den Großen Seen; Produktion von Kriegsschiffen während des Zweiten Weltkriegs.                                    | Kingston Dry Dock                |
| Kingston General Hospital        | 1833–1924 (historische Gebäude) | 1995            | 44° 13′ 27″ N, 76° 29′ 35″ W | Ein Komplex von Kalksteingebäuden aus der Zeit zwischen 1833 und 1924, umgeben von moderneren Krankenhausbauten; das älteste noch betriebene öffentliche Krankenhaus in Kanada.                                           | Kingston General Hospital        |
| Kingston Navy Yard               | 1788 (Gründung)                 | 1928            | 44° 13′ 44″ N, 76° 28′ 7″ W  | Gelände am Zusammenfluss von Cataraqui River und Sankt-Lorenz-Strom; Standort der Werft der Royal Navy von 1788 bis 1853.                                                                                                 | Kingston General Hospital        |
| Kingston Penitentiary            | 1835 (Bauende)                  | 1990            | 44° 13′ 14″ N, 76° 30′ 48″ W | Kanadas ältestes Reform-Gefängnis, mit einem Grundriss, der mehr als ein Jahrhundert lang als Vorbild für andere Bundesgefängnisse diente.                                                                                | Kingston Penitentiary            |
| Murney Tower                     | 1846 (Bauende)                  | 1930            | 44° 13′ 20″ N, 76° 29′ 26″ W | Ein Martello-Turm bei Murray Point an der Westseite des Hafens von Kingston; Bestandteil der Befestigungsanlagen von Kingston.                                                                                            | Murney Tower                     |
| Old Kingston Post Office         | 1859 (Bauende)                  | 1971            | 44° 13′ 48″ N, 76° 28′ 59″ W | Ehemaliges Postamt; zweistöckiges Gebäude aus Kalkstein im neoklassizistischen Stil. | Old Kingston Post Office         |
| Point Frederick Buildings        | 1790–1846 (Bauphase)            | 1971            | 44° 13′ 41″ N, 76° 28′ 10″ W | Eine Halbinsel, auf der sich während des Britisch-Amerikanischen Krieges eine bedeutende britische Marinebasis befand; Gruppe architektonisch bedeutender Gebäude der Königlichen Militärakademie.                        | Point Frederick Buildings        |
| Rideau Canal                     | 1837 (Bauende)                  | 1925            | 44° 17′ 20″ N, 76° 26′ 41″ W | Aus militärischen Gründen errichteter Kanal nach Ottawa, um eine sichere Versorgungsroute im Kriegsfall zu ermöglichen; heute touristisch genutzt und ein UNESCO-Welterbe.                                                | Rideau Canal                     |
| Roselawn                         | 1841 (Bauende)                  | 1969            | 44° 13′ 32″ N, 76° 30′ 37″ W | Zweistöckiges neoklassizistisches Wohnhaus, heute ein Konferenzzentrum der Queen’s University; Beispiel eines großen Landhauses des 19. Jahrhunderts knapp außerhalb der damaligen Stadtgrenze.                           | Roselawn                         |
| Shoal Tower                      | 1847 (Bauende)                  | 1930            | 44° 13′ 44″ N, 76° 28′ 41″ W | Ein Martello-Turm auf einer Sandbank (shoal) im Hafen von Kingston; Bestandteil der Befestigungsanlagen von Kingston. | Shoal Tower                      |